# Lena Ressler
Lena Ressler, nota anche con lo pseudonimo di Lena von Martens (Helsinki, 15 gennaio 1940 – Liperi, 16 dicembre 2015), è stata un'attrice e modella finlandese.

## Biografia
Grazie alla vittoria di un concorso di bellezza iniziò a lavorare come modella e apparve in televisione e ben presto al cinema.
Dopo il matrimonio con lo scrittore Peter von Martens, iniziò a girare per l'Europa, prima in Spagna e in Francia e infine in Italia, trovando la possibilità di comparire in alcuni film.
Ha tra l'altro, interpretò il fotoromanzo Un destino in prestito con Gabriella Farinon, Roel Bos, Lucio Rama e Marco Tulli (Sogno n. 17, marzo 1966).
Al termine della sua carriera cinematografica rimase in Italia, dove contrasse un secondo matrimonio. Dopo la fine di questo secondo legame tornò definitivamente in Finlandia.

## Filmografia
- Vatsa sisään, rinta ulos! (1959)
- Nina ja Erik (1960)
- Opettajatar seikkailee (1960)
- Il vizio e la virtù (1963)
- La caduta dell'Impero romano (1964)
- Extraconiugale (1964)
- Una lacrima sul viso (1964)

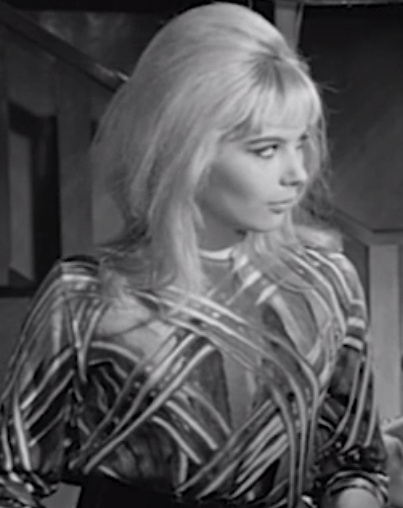
Lena Ressler in Un mostro e mezzo (1964)

- Sette a Tebe, regia di Luigi Vanzi (1964)
- Un mostro e mezzo (1964)
- Amore facile (1964)
- Amore in quattro dimensioni (1964)
- Asso di picche operazione controspionaggio (1965)
- Non son degno di te (1965)
- Come svaligiammo la Banca d'Italia (1966)
- Io, io, io... e gli altri (1966)